# 前奏曲Op.28, No. 10 (蕭邦)

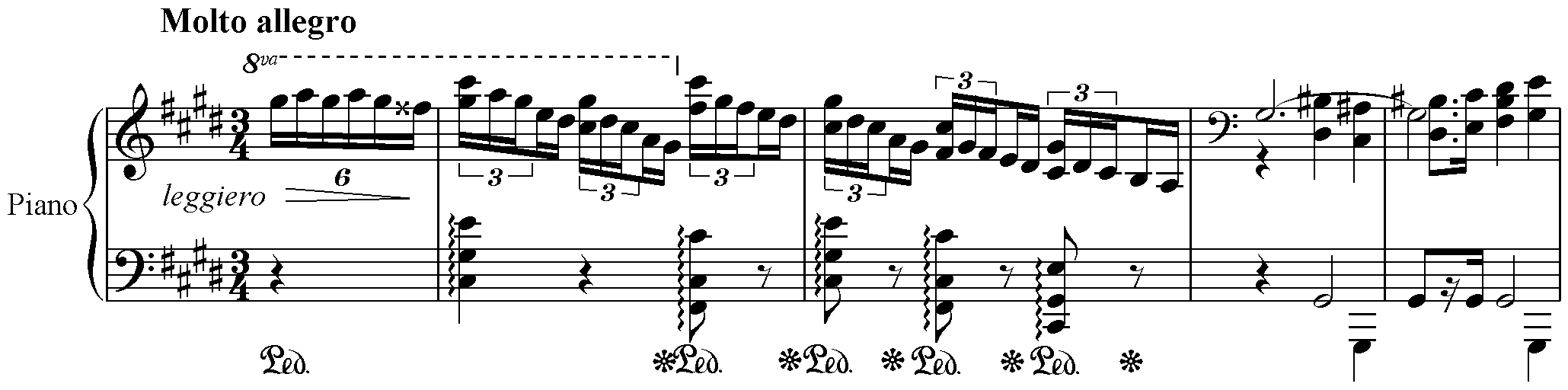
前奏曲Op. 28, No. 10

前奏曲Op. 28, No. 10為蕭邦24首前奏曲中的樂曲，為升C小調，緩板（Molto allegro），3/4拍。
樂曲由較快、左手彈着琶音、右手彈着輕快旋律的樂句和較慢、雙手同步彈着和弦的樂句組成，兩者互相穿插營造出猶豫的感覺。
阿爾弗雷德·科爾托將其稱為“回落的火箭”（Fusées qui retombent），汉斯·冯·彪罗將其稱為“夜晚的飛蛾”（The night moth），將此曲形容為“一隻飛蛾在這房間中！牠突然匿藏了（第4-5小節的升G音）；只有牠的翅膀輕輕拍動。不久牠又飛起和在黑暗中停下—牠在撲翼(左手的顫音). 這重複數次，但最後有好事者在牠想飛的時候擊打牠。牠抽搐了一下就死了”。

## 外部連結
- 前奏曲, Op. 28：国际乐谱典藏计划上的乐谱
- 来自乌托邦计划（英语：Mutopia Project）的多种格式乐谱 （页面存档备份，存于）